# جون غوندرسون
جون غوندرسون (بالإنجليزية: John Gunderson) هو فنان قتال مختلط أمريكي، ولد في 1 مايو 1979 في ميدفورد في الولايات المتحدة.

## وصلات خارجية
- جون غوندرسون على موقع يو إف سي (الإنجليزية)
- جون غوندرسون على موقع شيردوغ (الإنجليزية)
- جون غوندرسون على موقع IMDb (الإنجليزية)